# رکا
رکا (به لاتین: Řeka) یک منطقهٔ مسکونی در جمهوری چک است که در ناحیه فریدک-میستک واقع شده‌است. رکا ۱۳٫۴۸ کیلومتر مربع مساحت و ۵۵۶ نفر جمعیت دارد و ۴۲۰ متر بالاتر از سطح دریا واقع شده‌است.